# Borassus
Borassus (Palmeres de Palmira) és un gènere de palmeres, natiu de les regions d'Àfrica, Àsia i Nova Guinea. Són palmeres altes capaces d'arribar a 30 m d'alt. Les fulles són grosses de 2 a 3 m de llarg i amb forma de ventall. Les flors són petites en inflorescències i els fruits són grossos i arrodonits.

## Taxonomia
- Borassus aethiopum - africana
- Borassus akeassii - africana occidental
- Borassus flabellifer - asiàtica
- Borassus heineanus - Nova Guinea
- Borassus madagascariensis - Madagascar
- Borassus sambiranensis - (Madagascar)